# Ostáshkov
Ostáshkov (ruso: Оста́шков) es una ciudad rusa perteneciente a la óblast de Tver. A efectos de desconcentración administrativa de los órganos federales y de la óblast, es la capital del raión homónimo. Sin embargo, a efectos de autogobierno local es desde 2017 la sede de un ókrug urbano, en el que el ayuntamiento de la ciudad extiende su jurisdicción sobre todo el raión.
En 2021, la ciudad tenía una población de 16 674 habitantes.
Se ubica en la costa meridional del lago Seliguer, unos 100 km al oeste de Torzhok.

## Historia
Se conoce la existencia de la localidad en documentos desde 1371, cuando se menciona con el topónimo "Klichen" en una carta del gran duque lituano Algirdas al patriarca Filoteo I de Constantinopla, refiriéndose al asentamiento como una localidad fronteriza capturada por el Gran Ducado de Moscú. Klichen se ubicaba en la isla del lago, y cuando fue creciendo hacia la península ubicada al sur, en su ubicación actual, comenzó a recibir el topónimo de Ostáshkov. Entre los siglos XV y XVIII fue la sede de un vólost en las tierras de Rzhev.
Su desarrollo urbano comenzó en la década de 1760, cuando se reformó la localidad con un plano hipodámico que fue copiado por muchas pequeñas ciudades rusas. En 1770 fue reconocida con el estatus de ciudad. Desde la década de 1770 quedó configurada como la capital de un uyezd, primero en el virreinato de Tver y más tarde en la gobernación de Tver. La Unión Soviética la declaró capital distrital en 1965.